# The Field (pel·lícula)
The Field és una pel·lícula irlandeso-britànica de 1990, del gènere drama, dirigida per Jim Sheridan i protagonitzada per Richard Harris, Sean Bean, Brenda Fricker, John Hurt i Tom Berenger als papers principals. Està basada en l'obra de teatre de John B. Keane, de 1965, inspirada en fets reals.
Richard Harris va ser nominat per l'Oscar al millor actor, i al Globus d'Or al millor actor dramàtic 1991. Per la seva banda, John Hurt va ser nominat al premi BAFTA al millor actor secundari 1991.

## Argument
La família McCabe ha estat arrendatària d'un camp a Irlanda durant generacions, i han sacrificat les seves vides per mantenir-la. Tanmateix, la propietària, una jove vídua ('Frances Tomelty'), decideix un dia vendre-la en subhasta pública, cansada de la persecució de Tadgh McCabe ('Sean Bean'). Bull' McCabe (Richard Harris), el pare de Tadgh, desitja continuar amb la tradició familiar i s'hi oposa, intimidant la resta dels veïns perquè no participin en la licitació. Un adinerat nord-americà d'origen irlandès (Tom Berenger) apareix amb intencions de comprar la propietat. McCabe i el seu fill Tadgh decideixen intimidar-lo també, però les coses es desenvolupen en forma tràgica. En el rerefons apareix també Bird' O'Donnell (John Hurt), un alcohòlic que sembla saber tots els secrets de la comunitat.

## Repartiment
- Richard Harris: Bull McCabe
- Sean Bean: Tadgh McCabe
- Tom Berenger: Peter, The Yank
- Brenda Fricker: Maggie McCabe
- John Hurt: The 'Bird' O'Donnell

## Premis i nominacions[calcitació]

### Nominacions
- 1991. Oscar al millor actor per Richard Harris
- 1991. BAFTA al millor actor secundari per John Hurt
- 1991. Globus d'Or al millor actor dramàtic per Richard Harris